# Inuyama, Aichi
Inuyama (犬山市 Inuyama-shi, Khuyển Sơn) là một thành phố gần Nagoya thuộc tỉnh Aichi, Nhật Bản.

## Địa lý
Inuyama nằm ở phía bắc của tỉnh Aichi, nửa phía tây là đồng bằng, nửa phía đông là đồi núi. Thành phố nằm dọc theo tỉnh Aichi, ngăn cách với tỉnh Gifu bằng sông Kiso.

## Lịch sử
Thành phố được thành lập vào ngày 1 tháng 4 năm 1954.

## Thành phố kết nghĩa
- Davis, California (Mĩ)
- Tương Phàn (Hồ Bắc, Trung Quốc)

## Giao thông
- Cầu Aigioohashie, bắc qua sông Kiso vào Kakamigahara tại Gifu

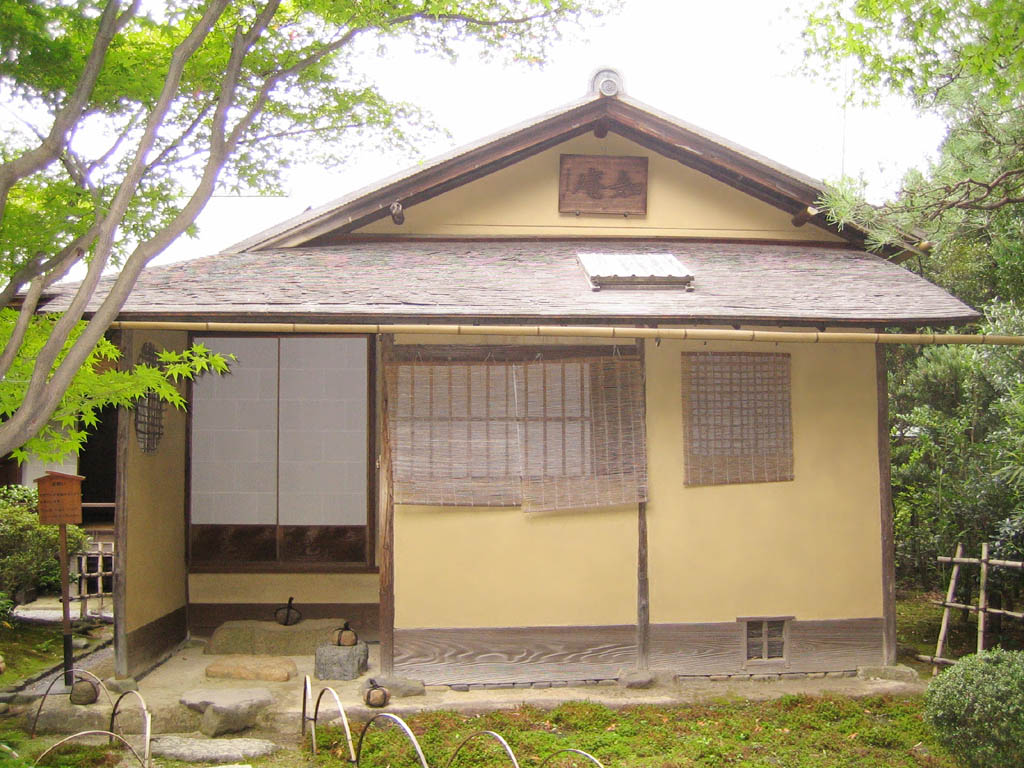
Nhà chè Joan
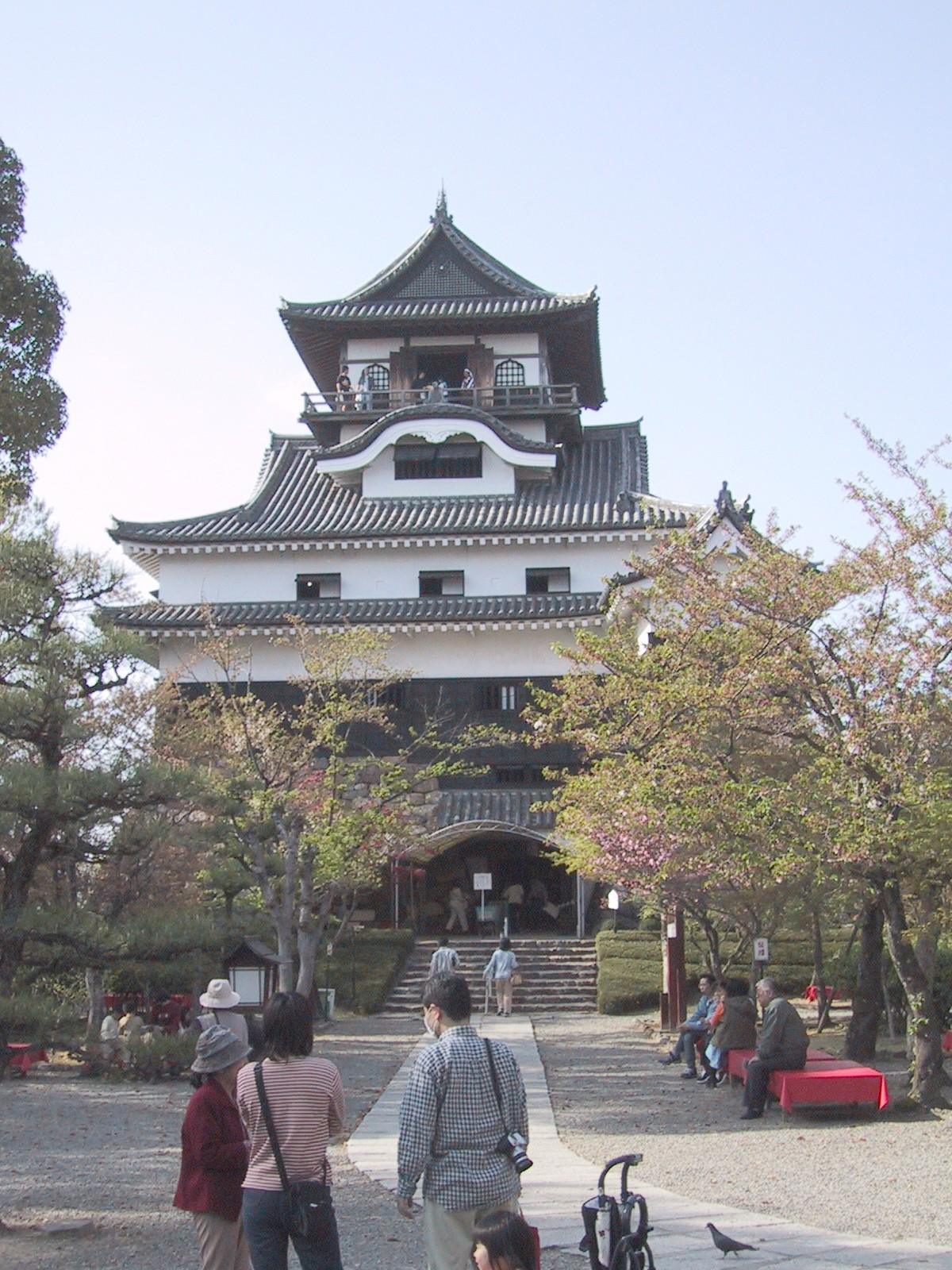
Lâu đài chính Inuyama (3 tháng 10 năm 2001)
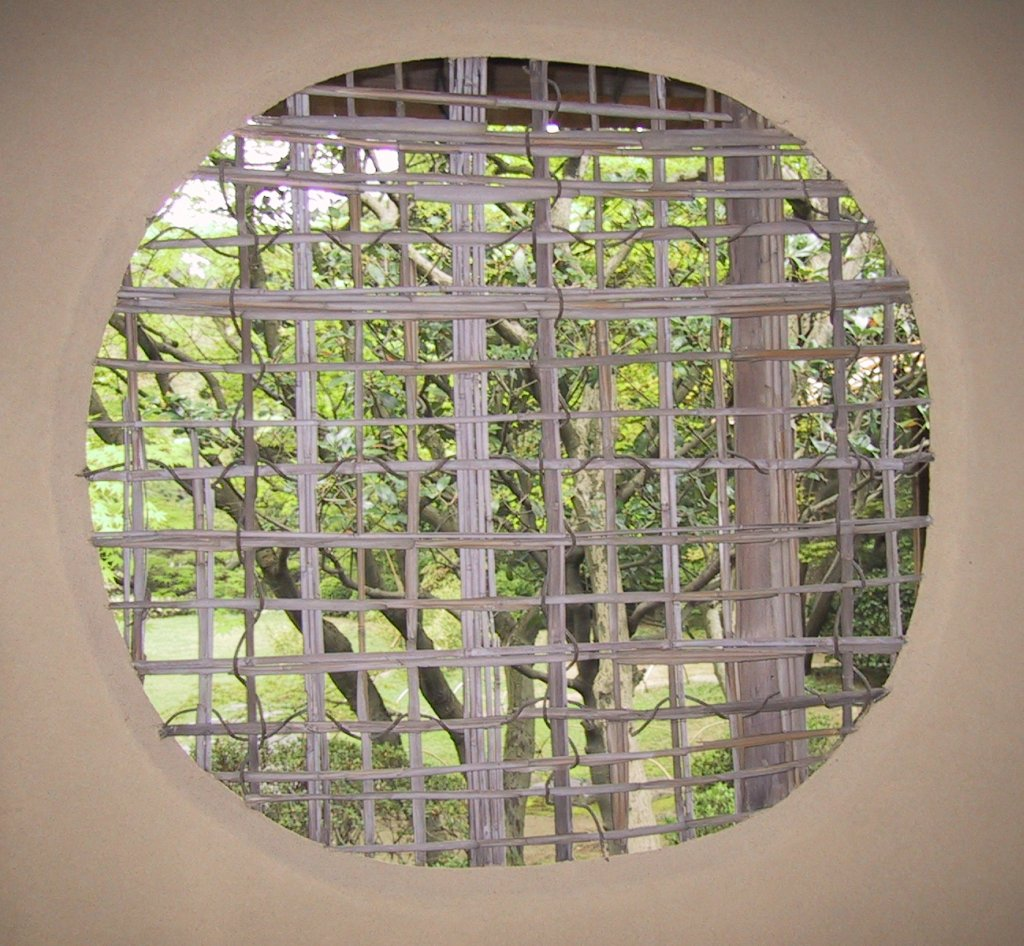
Cửa sổ nhà trà Joan tea house trong vườn chè Urakuen
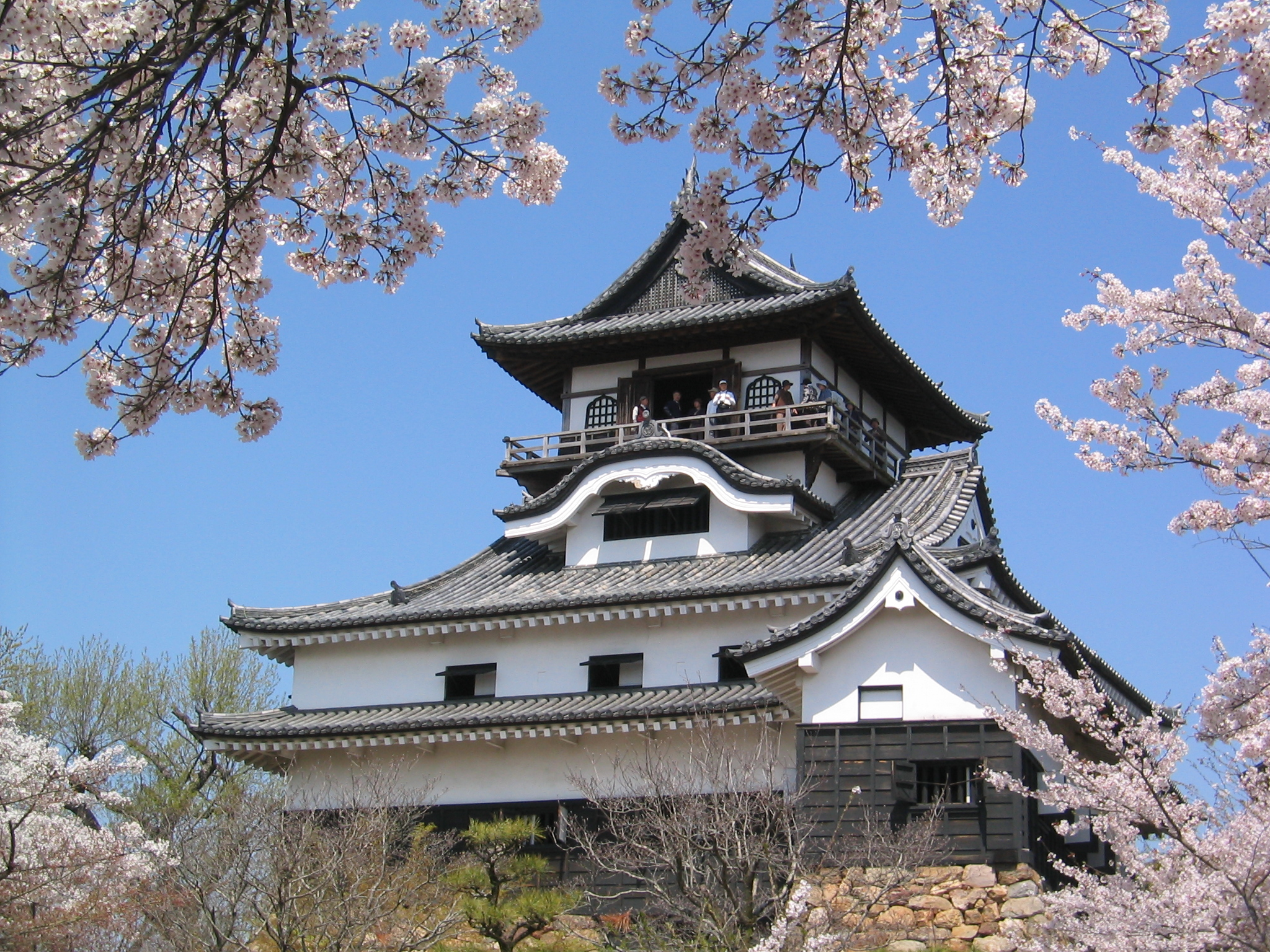
Quốc bảo Khuyển Sơn thành